# Cosmosoma basitiba
Cosmosoma basitiba là một loài bướm đêm thuộc phân họ Arctiinae, họ Erebidae.